# Sørup (Næstved Kommune)
 For alternative betydninger, se Sørup. (Se også artikler, som begynder med Sørup)
Sørup ligger på Sydsjælland og er en lille landsby mellem Toksværd og Sparresholm, bestående af ca. 6 gårde og flere huse. Den ligger i Næstved Kommune og tilhører Region Sjælland.
|  | Denne artikel om lokaliteten Sørup (Næstved Kommune) kan blive bedre, hvis der indsættes et (bedre) billede. Du kan hjælpe ved at afsøge Wikimedia Commons for et passende billede eller lægge et op på Wikimedia Commons med en af de tilladte licenser og indsætte det i artiklen. |

55°14′20″N 11°55′40″Ø / 55.23889°N 11.92778°Ø